# Menhir Express
Menhir Express  est une attraction aquatique de type bûches, située dans le parc à thème français Parc Astérix à Plailly, dans l'Oise.
Située dans la partie « La Gaule », cette attraction a été construite par Hopkins Rides et a ouvert en 1995.
L'attraction accueille les visiteurs de plus d'un mètre dans ses trente embarcations de cinq places. Sa capacité est de 1 200 personnes par heure.
Le parcours est composé de deux chutes dont la plus grande, la chute finale fait treize mètres de haut. Une bosse est placée sur une des chutes. Le tour dure approximativement cinq minutes. Celui-ci est agrémenté de quelques effets surprenants[évasif] pour les passagers.
Les embarcations ont la particularité de ne pas être décorées comme des bûches, ce qui est le cas de l'énorme majorité de ce type d'attraction.

## Synopsis
Le personnage d'Obélix est tailleur et livreur de menhirs. Menhir Express reprend donc cette idée, non sans humour en faisant référence au flume qui étaient utilisés pour acheminer des rondins de bois avec le courant, mais en transposant ce système pour l'acheminement des menhirs. 
L'attraction propose de visiter cette entreprise. La file d'attente permet de découvrir les bureaux des contremaîtres, la salle d'embarcation représente la salle de stockage d'où partent tous les menhirs.

## Galerie

Menhir chutant dans l'eau devant la gare.
Gare de l'attraction.